# Free Wired
Free Wired — третий студийный альбом азиатско-американской группы Far East Movement, выпущенный 12 октября 2010 года Cherrytree Records, и ставший для них дебютным на мейджор-лейбле.
Пластинка дебютировала на 24 месте в Billboard 200, с продажами в 17,000 копий.

## Синглы
13 апреля 2010 года состоялся релиз первого сингла — «Like a G6». Он достиг первого места в Billboard Hot 100, и разошёлся тиражом в 2 миллиона экземпляров, получив платиновый статус.
Вторым официальным синглом стала песня «Rocketeer», в которой принял участие Райан Теддер из группы OneRepublic. Премьера музыкального видео на Vevo и YouTube произошла 29 октября 2010 года. «Rocketeer» смогла достичь седьмого места в Billboard Hot 100.
DJ Roger Sanchez выпустил совместный трек «2gether» с Far East Movement в качестве официального сингла. Премьера видео состоялась эксклюзивно на MTV.com 16 ноября 2010 года, и в тот же день сингл оказался на iTunes Store on the same day.

## Список композиций
| №   | Название                                             | Автор(ы)                                                                  | Продюсер(ы)                    | Длительность |
| --- | ---------------------------------------------------- | ------------------------------------------------------------------------- | ------------------------------ | ------------ |
| 1.  | «Girls on the Dance Floor» (при участии Stereotypes) | Бруно Марс, Jonathan Yip, Jeremy Reeves, Ray Romulus                      | Stereotypes                    | 3:54         |
| 2.  | «Like a G6» (при участии The Cataracs & Dev)         | David Singer-Vine, Niles Holowell-Dhar                                    | The Cataracs                   | 3:36         |
| 3.  | «Rocketeer» (при участии Райан Теддер)               | B. Mars, J. Yip, J. Reeves, R. Romulus, Philip Lawrence                   | Stereotypes и The Smeezingtons | 3:31         |
| 4.  | «If I Was You (OMG)» (при участии Snoop Dogg)        | B. Mars, J. Yip, J. Reeves, R. Romulus, Calvin Broadus                    | Stereotypes и The Smeezingtons | 3:25         |
| 5.  | «She Owns the Night» (при участии Mohombi)           | J. Yip, J. Reeves, R. Romulus                                             | Stereotypes                    | 4:02         |
| 6.  | «So What?»                                           | J. Yip, J. Reeves, R. Romulus, Michael Diamond, Adam Horovitz, Adam Yauch | Stereotypes                    | 3:24         |
| 7.  | «Don't Look Now» (при участии Keri Hilson)           | Heather Bright, J. Yip, J. Reeves, R. Romulus                             | Stereotypes                    | 3:33         |
| 8.  | «Fighting for Air» (при участии Vincent Frank)       | Fernando Garibay, Michael Warren, J. Yip, J. Reeves, R. Romulus           | Fernando Garibay               | 3:45         |
| 9.  | «White Flag» (при участии Kayla Kai)                 | Martin Kierszenbaum, J. Yip, J. Reeves, R. Romulus                        | Cherry Cherry Boom Boom        | 3:48         |
| 10. | «2gether» (при участии Roger Sanchez и Kanobby)      | Roger Sanchez, J. Yip, J. Reeves, R. Romulus                              | Roger Sanchez                  | 3:05         |

| №   | Название                                      | Продюсер(ы) | Длительность |
| --- | --------------------------------------------- | ----------- | ------------ |
| 11. | «Go Ape» (при участии Lil Jon & Colette Carr) | Stereotypes | 3:30         |

| №   | Название                                           | Продюсер(ы) | Длительность |
| --- | -------------------------------------------------- | ----------- | ------------ |
| 11. | «2 is Better» (при участии Natalia Kills & Ya Boy) | Stereotypes | 3:19         |

## Чарты
| Чарт (2010)                 | Наивысшая позиция |
| --------------------------- | ----------------- |
| Canadian Albums Chart       | 16                |
| US Billboard 200            | 24                |
| US Billboard Top Rap Albums | 4                 |